# Pfarrkirche Pischelsdorf an der Leitha

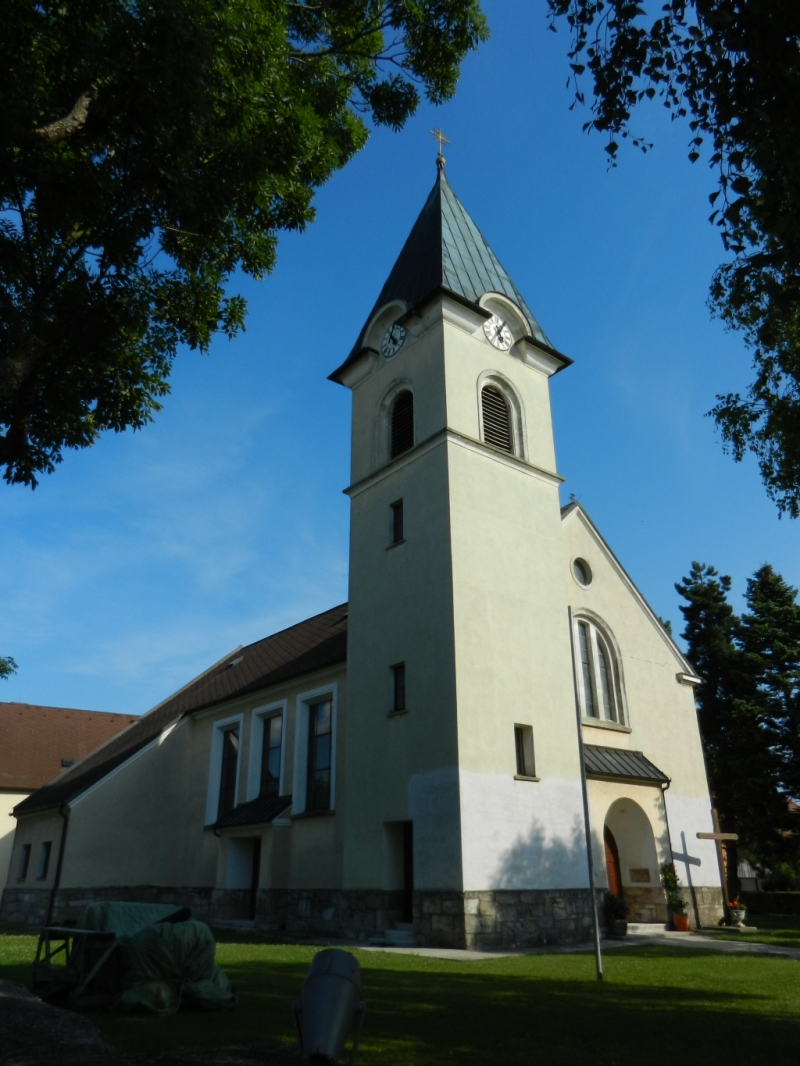
Katholische Pfarrkirche hl. Stephan in Pischelsdorf an der Leitha

Die Pfarrkirche Pischelsdorf an der Leitha steht in der Ortsmitte von Pischelsdorf in der Marktgemeinde Götzendorf an der Leitha im Bezirk Bruck an der Leitha in Niederösterreich. Die dem Patrozinium hl. Stephanus unterstellte römisch-katholische Pfarrkirche gehört zum Dekanat Bruck an der Leitha im Vikariat Unter dem Wienerwald der Erzdiözese Wien. Die Kirche steht unter Denkmalschutz (Listeneintrag).

## Geschichte
Eine Pfarre bestand bereits im 12. Jahrhundert und gehörte im Mittelalter und in der frühen Neuzeit dem Passauer Domkapitel.
1908 war ein Kirchenbrand. Die Kirche wurde 1924/1925 nach den Plänen des Architekten Gustav Orglmeister teils unter Einbeziehung älterer Teile erbaut.

## Architektur
Der Kirchenbau mit einem geraden Schluss hat einen nordwestlich eingestellten etwas hervortretenden Eckturm. Die Einfriedungsmauer aus Bruchsteinmauerwerk zeigt ostseitig teils Opus spicatum.
Das Kirchenäußere zeigt einen blockhaften Kirchenbau mit einem umlaufenden Sockel aus Bruchsteinmauerwerk und schlichte Fronten mit abgefasten Rechteckfenstern. Die Westfront hat ein rundbogiges Portal mit 1925 und darüber ein dreibahniges Rundbogenfenster. Der Turm hat im Glockengeschoß Rundbogenfenster und mächtige Uhrengiebel und trägt ein Pyramidendach. Nördlich steht ein Sakristeianbau.
Das Kircheninnere zeigt ein Langhaus mit einer abgehängten Holzbalkendecke mit einer Westempore auf Konsolbalken. Der Altarraum hat ein großes Ostfenster. Die Glasmalereien zeigen im Ostfenster das Martyrium des hl. Stephanus der Glasmalanstalt Franz Götzer 1932 und im Langhaus die Figuren der Heiligen Petrus, Florian, Christophorus, Paulus, Gotthard und Notburga. Die Wandmalereien im Chor zeigen Szenen aus den Legenden des hl. Stephanus.

## Ausstattung
Der Hochaltar entstand 1924/1925.
Das barocke Taufbecken und das Weihwasserbecken entstanden im 18. Jahrhundert.
Die Orgel mit 7 Registern baute Franz Josef Swoboda 1911 und wurde 1962 aus der Pfarrkirche Deutsch-Wagram hierher übertragen.

## Grabdenkmäler
- Grabsteine des ehemaligen Friedhofes um die Kirche nennen unter anderem 1665 und 1670.